# Pediomelum megalanthum
Pediomelum megalanthum là một loài thực vật có hoa trong họ Đậu. Loài này được (Wooton & Standl.) Rydb. miêu tả khoa học đầu tiên.

## Hình ảnh

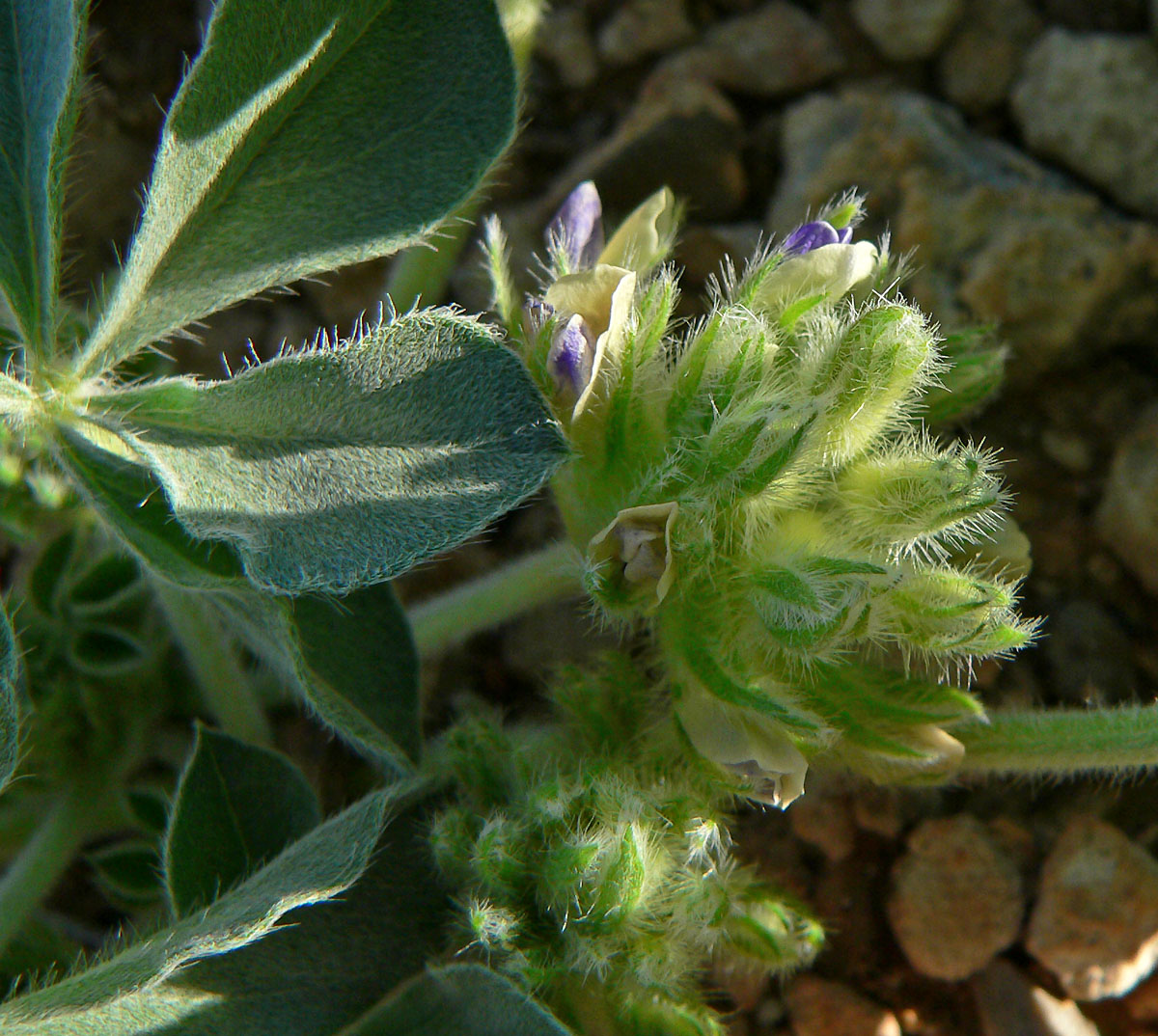
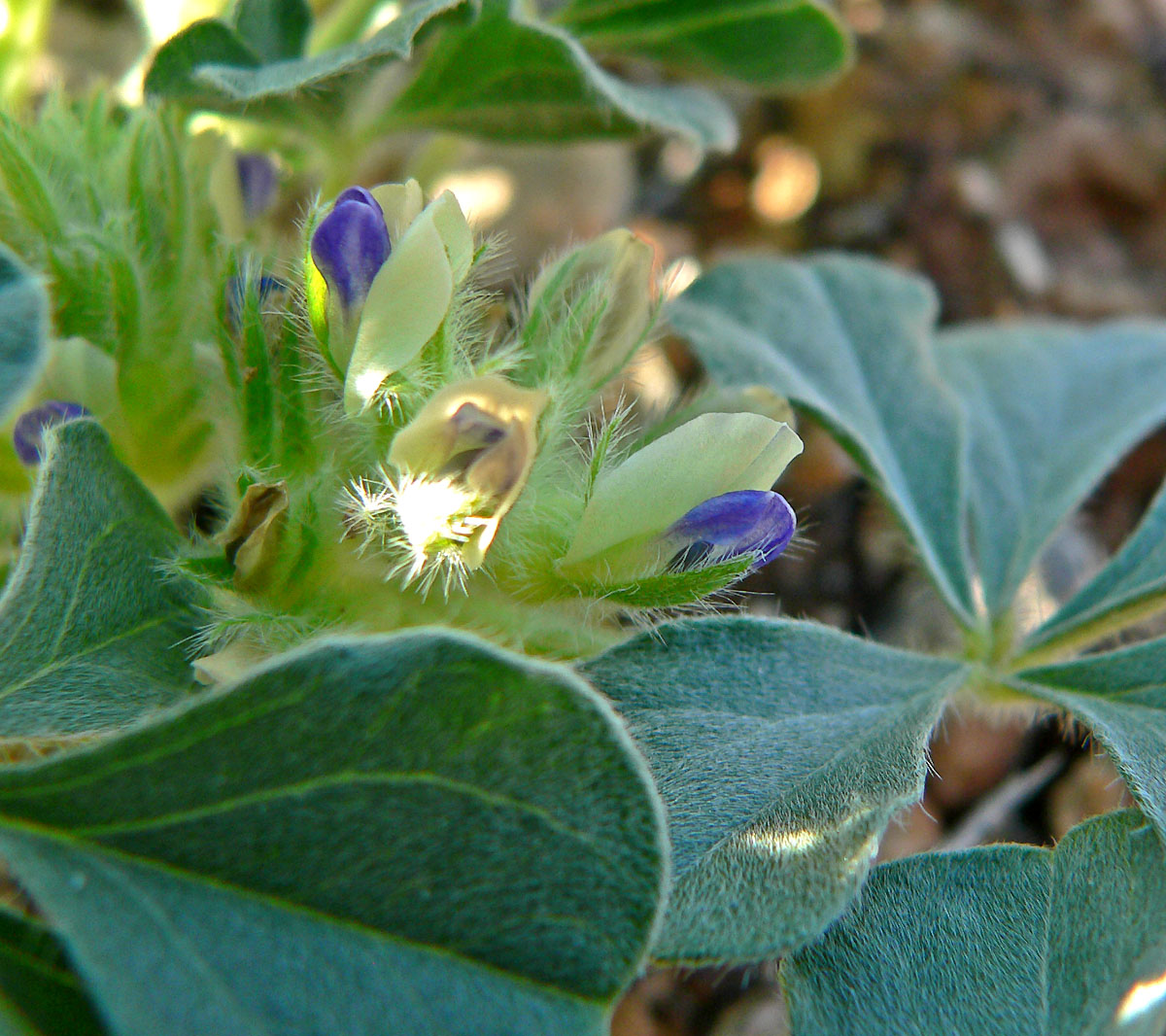
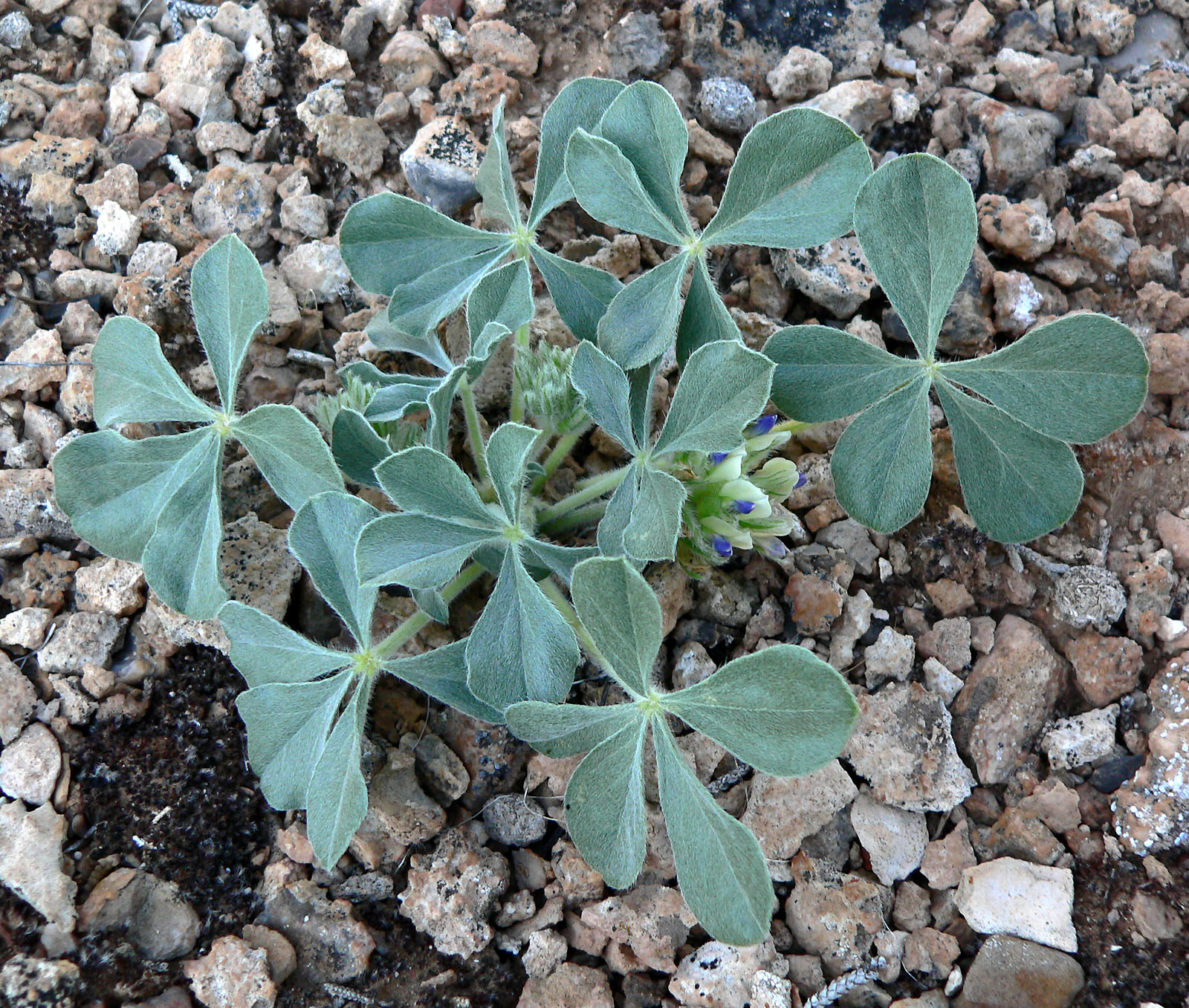
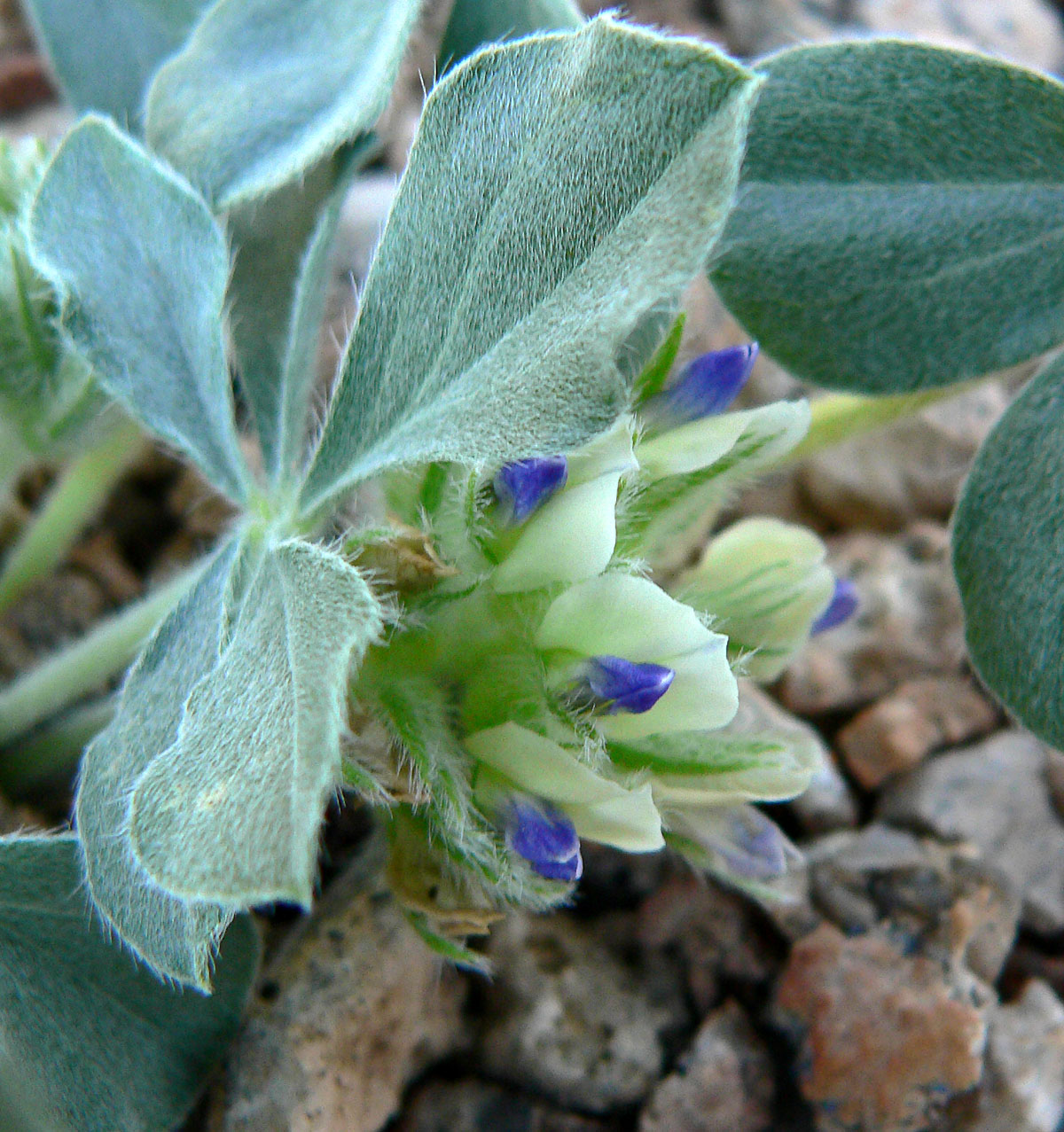